# Florence Bascom

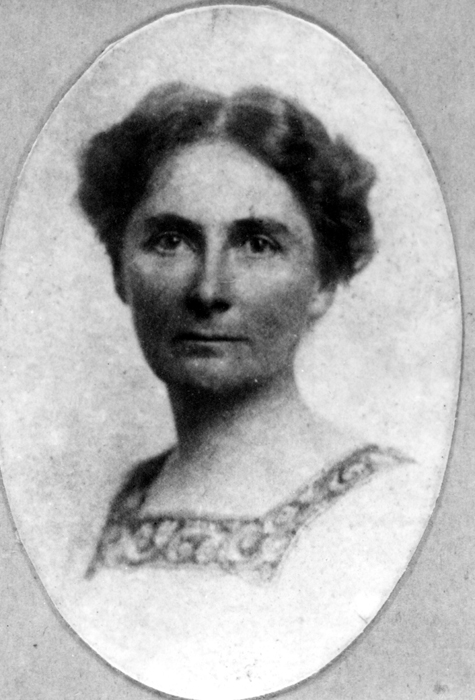
Florence Bascom 1893

Florence Bascom (* 14. Juli 1862 in Williamstown, Massachusetts; † 18. Juni 1945 ebenda) war eine US-amerikanische Geologin, Petrologin und Mineralogin. Sie nimmt eine Vorreiterrolle in den Geowissenschaften in den Vereinigten Staaten ein.

## Leben und Werk
Florence Bascom war die Tochter eines Professors für Rhetorik am Williams College und ab 1874 Präsident der University of Wisconsin, Madison, der auch ein Förderer von Frauenbildung war (ab 1875 konnten Frauen an der University of Wisconsin mit Einschränkungen studieren). Sie studierte ab 1877 an der University of Wisconsin und erwarb 1882 den B.A. und 1884 den B.S. (Bachelor of Science). 1887 erwarb sie den Master-Abschluss in Geologie und setzte ihr Studium an der Johns Hopkins University fort, wo sie 1893 in Geologie promoviert wurde, als zweite Frau in den USA. Vorlesungen durfte sie dort damals nur durch einen Schirm von den männlichen Studenten abgeschirmt besuchen, um diese nach offizieller Begründung nicht abzulenken.
Bascom arbeitete nach ihrem Bachelor-Abschluss als Lehrerin, zuerst 1884/85 an der Hampton School of Negroes and American Indians (heute Hampton University), 1887 bis 1889 am Rockford College in Ohio und 1893 bis 1895 an der Ohio State University. Nach ihrer Promotion lehrte sie ab 1895 am Bryn Mawr College (einer reinen Frauen-Universität), wo sie die Geologische Fakultät begründete. 1928 ging sie als Professor offiziell in den Ruhestand, setzte den Unterricht aber fort bis zu ihrem Tod an einem Schlaganfall. Viele bedeutende Geologinnen und Mineraloginnen der USA waren ihre Schülerinnen in Bryn Mawr.
Ab 1896 arbeitete sie im Sommer nebenbei als Assistant Geologist und ab 1909 als Geologe für den US Geological Survey an der Kartierung von Pennsylvania, Maryland und New Jersey. Sie war die erste Frau, die der USGS als Geologin anstellte.
Bascom untersuchte Mineralien und Gesteine mit dem Mikroskop und erzielte gleich in ihrer Dissertation einen Fortschritt, als sie bestimmte metamorphe Gesteine als vulkanischen Ursprungs erkannte, die zuvor als umgewandelte Sedimente galten. Regionaler Schwerpunkt ihrer Forschung waren die zentralen Appalachen (Piedmont) und sie galt als führende Expertin der dortigen kristallinen Gesteine.
Sie war die erste Frau, die eine höhere Stellung bei der Geological Society of America innehatte (als Vizepräsidentin 1930) und 1924 die erste Frau, die als Mitglied zugelassen wurde. 1896 bis 1905 war sie Associate Editor des American Geologist.

## Benennung
nach ihr sind benannt:
- Bascom Krater auf der Venus
- (6084) Bascom Ein Asteroid entdeckt 1985.